# ファルコンステークス
ファルコンステークスは、日本中央競馬会 (JRA) が中京競馬場で施行する中央競馬の重賞競走（GIII）である。競馬番組表での名称は「中日スポーツ賞 ファルコンステークス（ちゅうにちスポーツしょう ファルコンステークス）」と表記している。
競走名の「ファルコン（Falcon）」は、ハヤブサを意味する英語。
「中日スポーツ」は、中日新聞社が発行するスポーツ紙。同社より寄贈賞の提供を受けている。
正賞は中日スポーツ総局賞。

## 概要
1987年に「中日スポーツ賞4歳ステークス（ちゅうにちスポーツしょうよんさいステークス）」の名称で創設された、4歳（現3歳）馬による重賞競走。2001年より現名称となった。
創設時は中京競馬場の芝1800mで夏季（6月 - 7月）に行われていたが、1996年に4歳（現3歳）短距離路線の充実を図ることを目的として距離を芝1200mに短縮。2006年には開催時期を3月に繰り上げ、2012年からは距離が芝1400mに変更され現在に至る。
外国産馬は1994年から、地方競馬所属馬は1997年からそれぞれ出走可能になり、2009年からは外国馬も出走可能な国際競走となった。

### 競走条件
以下の内容は、2025年現在のもの。
出走資格：サラ系3歳
- JRA所属馬（外国産馬含む）
- 地方競馬所属馬（2頭まで）
- 外国競走馬（優先出走）
- 負担重量：馬齢重量（牡・せん57kg、牝55kg）

2017年まではNHKマイルカップのステップ競走に指定されており、地方競馬所属馬はNHKマイルカップの出走候補馬（2頭まで）のほか、JRAの2歳GI競走および芝の3歳重賞競走を優勝した地方競馬所属馬も優先出走ができた。なお、地方競馬所属馬は本競走で2着以内の成績を収めた馬にNHKマイルカップの優先出走権が与えられていた。

### 賞金
2025年の1着賞金は4100万円で、以下2着1600万円、3着1000万円、4着620万円、5着410万円。

## 歴史
- 1987年 - 4歳馬による重賞（GIII[注 1]）として「中日スポーツ賞4歳ステークス」の名称で創設、中京競馬場の芝1800mで施行[4]。
- 1994年 - 混合競走に指定、外国産馬が出走可能になる[5]。
- 1997年 - 特別指定交流競走となり、地方競馬所属馬が2頭まで出走可能になる[5]。
- 2001年
  - 馬齢表示の国際基準への変更に伴い、出走条件を「3歳」に変更。
  - 名称を「中日スポーツ賞 ファルコンステークス」に変更[4]。
- 2006年 - 指定交流競走に変更、JRAに認定されていない地方所属馬も出走可能になる。
- 2007年 - 日本のパートI国昇格に伴い、格付表記をJpnIIIに変更[9]。
- 2009年
  - 国際競走に変更され、外国調教馬が9頭まで出走可能になる[6]。
  - 格付表記をGIII（国際格付）に変更[6]。
- 2018年 - 特別指定交流競走に再び変更され、地方競馬所属馬が2頭まで出走可能になる。
- 2020年 - COVID-19の流行により客を入れずに「無観客競馬」として開催[10]。
- 2024年 - 負担重量を馬齢重量に変更。

### 歴代優勝馬
コース種別を表記していない距離は、芝コースを表す。
優勝馬の馬齢は、2000年以前も現行表記に揃えている。
競走名は第14回まで「中日スポーツ賞4歳ステークス」。
| 回数   | 施行日        | 競馬場 | 距離  | 優勝馬             | 性齢 | タイム | 優勝騎手   | 管理調教師 | 馬主                     |
| ------ | ------------- | ------ | ----- | ------------------ | ---- | ------ | ---------- | ---------- | ------------------------ |
| 第1回  | 1987年7月5日  | 中京   | 1800m | ヒデリュウオー     | 牡3  | 1:48.8 | 加用正     | 大沢真     | 梅沢光行                 |
| 第2回  | 1988年7月3日  | 中京   | 1800m | サッカーボーイ     | 牡3  | 1:48.9 | 河内洋     | 小野幸治   | （有）社台レースホース   |
| 第3回  | 1989年7月2日  | 中京   | 1800m | オサイチジョージ   | 牡3  | 1:47.9 | 丸山勝秀   | 土門一美   | 野出長一                 |
| 第4回  | 1990年7月1日  | 中京   | 1800m | ロングアーチ       | 牡3  | 1:48.5 | 武豊       | 宇田明彦   | 中井商事（株）           |
| 第5回  | 1991年6月30日 | 中京   | 1800m | コガネパワー       | 牡3  | 1:48.5 | 田原成貴   | 鶴留明雄   | 瀬古孝雄                 |
| 第6回  | 1992年7月5日  | 中京   | 1800m | キョウエイボーガン | 牡3  | 1:48.2 | 松本達也   | 野村彰彦   | 松岡正雄                 |
| 第7回  | 1993年7月4日  | 京都   | 1800m | ネーハイシーザー   | 牡3  | 1:45.2 | 塩村克己   | 布施正     | （株）大丸企業           |
| 第8回  | 1994年7月2日  | 中京   | 1800m | イナズマタカオー   | 牡3  | 1:48.7 | 大崎昭一   | 日迫良一   | 小島隆男                 |
| 第9回  | 1995年7月1日  | 中京   | 1800m | イブキラジョウモン | 牡3  | 1:49.6 | 武豊       | 領家政蔵   | （有）伊吹               |
| 第10回 | 1996年6月1日  | 中京   | 1200m | スギノハヤカゼ     | 牡3  | 1:08.5 | 田島裕和   | 鹿戸幸治   | 杉江義夫                 |
| 第11回 | 1997年6月7日  | 中京   | 1200m | オープニングテーマ | 牡3  | 1:09.6 | 小池隆生   | 太宰義人   | 前田幸治                 |
| 第12回 | 1998年6月13日 | 中京   | 1200m | トキオパーフェクト | 牡3  | 1:09.9 | 蛯名正義   | 古賀史生   | 坂田時雄                 |
| 第13回 | 1999年6月12日 | 中京   | 1200m | サイキョウサンデー | 牡3  | 1:09.8 | 河内洋     | 坂口正大   | 奥本賢一郎               |
| 第14回 | 2000年6月11日 | 中京   | 1200m | ユーワファルコン   | 牡3  | 1:08.9 | 中舘英二   | 堀井雅広   | （株）ユーワ             |
| 第15回 | 2001年6月10日 | 中京   | 1200m | ルスナイクリスティ | 牝3  | 1:08.9 | 秋山真一郎 | 高木嘉夫   | （有）髙昭牧場           |
| 第16回 | 2002年6月9日  | 中京   | 1200m | サニングデール     | 牡3  | 1:08.9 | 福永祐一   | 瀬戸口勉   | 後藤繁樹                 |
| 第17回 | 2003年6月15日 | 中京   | 1200m | ギャラントアロー   | 牡3  | 1:09.7 | 幸英明     | 崎山博樹   | 冨沢敦子                 |
| 第18回 | 2004年6月13日 | 中京   | 1200m | キョウワハピネス   | 牝3  | 1:09.5 | 安田康彦   | 佐山優     | 浅川昌彦                 |
| 第19回 | 2005年6月12日 | 中京   | 1200m | カズサライン       | 牡3  | 1:09.9 | 中舘英二   | 和田正道   | 阿津和昌                 |
| 第20回 | 2006年3月11日 | 中京   | 1200m | タガノバスティーユ | 牡3  | 1:09.9 | 池添謙一   | 池添兼雄   | 八木良司                 |
| 第21回 | 2007年3月10日 | 中京   | 1200m | アドマイヤホクト   | 牡3  | 1:08.0 | 横山典弘   | 古賀史生   | 近藤利一                 |
| 第22回 | 2008年3月15日 | 中京   | 1200m | ダノンゴーゴー     | 牡3  | 1:09.0 | 武豊       | 橋口弘次郎 | （株）ダノックス         |
| 第23回 | 2009年3月21日 | 中京   | 1200m | ジョーカプチーノ   | 牡3  | 1:08.9 | 藤岡康太   | 中竹和也   | 上田けい子               |
| 第24回 | 2010年3月20日 | 中京   | 1200m | エーシンホワイティ | 牡3  | 1:08.7 | 北村友一   | 松元茂樹   | （株）栄進堂             |
| 第25回 | 2011年3月19日 | 阪神   | 1200m | ヘニーハウンド     | 牡3  | 1:08.7 | 岩田康誠   | 矢作芳人   | 林正道                   |
| 第26回 | 2012年3月17日 | 中京   | 1400m | ブライトライン     | 牡3  | 1:24.0 | 安藤勝己   | 鮫島一歩   | （株）ノースヒルズ       |
| 第27回 | 2013年3月16日 | 中京   | 1400m | インパルスヒーロー | 牡3  | 1:22.2 | 田中勝春   | 国枝栄     | 佐々木完二               |
| 第28回 | 2014年3月22日 | 中京   | 1400m | タガノグランパ     | 牡3  | 1:21.2 | 福永祐一   | 松田博資   | 八木良司                 |
| 第29回 | 2015年3月21日 | 中京   | 1400m | タガノアザガル     | 牡3  | 1:22.9 | 松田大作   | 千田輝彦   | 八木良司                 |
| 第30回 | 2016年3月19日 | 中京   | 1400m | トウショウドラフタ | 牡3  | 1:25.0 | 田辺裕信   | 萱野浩二   | トウショウ産業（株）     |
| 第31回 | 2017年3月18日 | 中京   | 1400m | コウソクストレート | 牡3  | 1:21.1 | 戸崎圭太   | 中舘英二   | 野崎昭夫                 |
| 第32回 | 2018年3月17日 | 中京   | 1400m | ミスターメロディ   | 牡3  | 1:22.1 | 福永祐一   | 藤原英昭   | グリーンフィールズ（株） |
| 第33回 | 2019年3月16日 | 中京   | 1400m | ハッピーアワー     | 牡3  | 1:20.9 | 吉田隼人   | 武幸四郎   | 高嶋祐子                 |
| 第34回 | 2020年3月14日 | 中京   | 1400m | シャインガーネット | 牝3  | 1:21.3 | 田辺裕信   | 栗田徹     | 山口功一郎               |
| 第35回 | 2021年3月20日 | 中京   | 1400m | ルークズネスト     | 牡3  | 1:20.1 | 幸英明     | 浜田多実雄 | 窪田芳郎                 |
| 第36回 | 2022年3月19日 | 中京   | 1400m | プルパレイ         | 牡3  | 1:20.9 | M.デムーロ | 須貝尚介   | Gリビエール・レーシング  |
| 第37回 | 2023年3月18日 | 中京   | 1400m | タマモブラックタイ | 牡3  | 1:22.6 | 幸英明     | 角田晃一   | （株）タマモ             |
| 第38回 | 2024年3月16日 | 中京   | 1400m | ダノンマッキンリー | 牡3  | 1:20.2 | 北村友一   | 藤原英昭   | （株）ダノックス         |
| 第39回 | 2025年3月22日 | 中京   | 1400m | ヤンキーバローズ   | 牡3  | 1:21.0 | 岩田望来   | 上村洋行   | 猪熊広次                 |